# Ager Gallicus

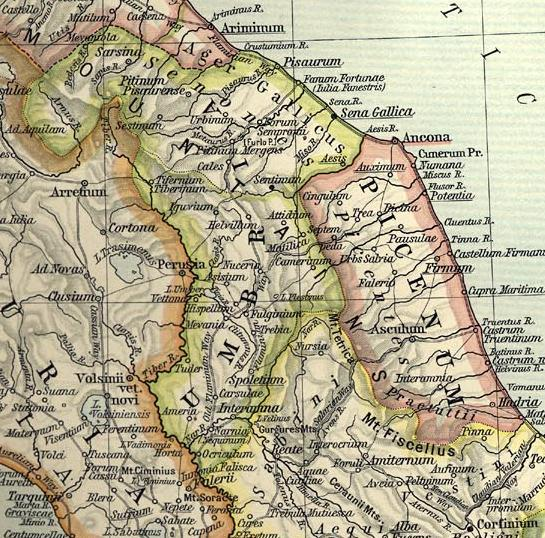
Carta della Regio V Picenum e VI Umbria et ager Gallicus

L'ager Gallicus fu il territorio sottratto da Roma ai Galli Senoni agli inizi del III secolo a.C. dopo la battaglia del Sentino (295 a.C.) ed entrato a far parte del demanio romano. Originariamente abitato dai Piceni, dopo l'invasione dei Senoni del IV secolo a.C., era popolato da una mescolanza di Piceni e Galli. Per questo motivo era anche denominato ager Gallicus Picenus.

## Territorio
Questo territorio corrisponde alla parte delle Marche situata a nord del fiume Esino ed alla parte meridionale della Romagna. Infatti, stando a Tito Livio,  i Galli Senoni si stanziarono nella zona compresa tra i fiumi Montone ed Esino.
I Romani, per controllare l'ager Gallicus, istituirono sulla costa le colonie romane di Sena Gallica (Senigallia, sorta attorno al 284 a.C. con la formula della colonia civium Romanorum) e Ariminum (Rimini, 268 a.C.). Successivamente furono fondate Fanum Fortunae (Fano, dopo il 207 a.C.) , Pisaurum (Pesaro, 184 a.C.) e "Aesis" (Jesi, 155 a.C.)
Nel 232 a.C. la lex Flaminia de agro Gallico et Piceno viritim dividundo ("Legge Flaminia sul territorio gallico e piceno da dividersi individualmente"), voluta da Gaio Flaminio Nepote, organizzò l'amministrazione dell'entroterra, creando una rete di praefecturae che dalla metà del I secolo a.C. assunsero la dignità di municipia, tra le quali si ricordano Aesis (Jesi), Suasa, Ostra, Forum Sempronii (Fossombrone).
La costruzione della via Flaminia nel 220 a.C. che attraversava l'ager lungo la valle del Mataurus (Metauro) influenzò gli equilibri di questo territorio che si trovò collegato all'Urbe da questa importante via consolare.

## Inquadramento amministrativo
Dopo la riorganizzazione amministrativa augustea (I secolo a.C.) della penisola italica, l'ager Gallicus fu unito all'Umbria ed entrò a far parte della regione denominata Regio VI Umbria et ager Gallicus.
Con la riorganizzazione amministrativa dell'Italia effettuata da Diocleziano nel 297 d.C. l'ex ager Gallicus venne distaccato dall'Umbria romana e fu unito al Piceno, costituendo la provincia detta Flaminia et Picenum. 
Successivamente sotto l'imperatore Teodosio I (379-395) i confini vennero nuovamente modificati: il territorio a sud dell'Esino fu denominato Picenum Suburbicarium; il territorio a nord del fiume fu invece inserito nella provincia detta Flaminia et Picenum Annonarium. In questa nuova denominazione il termine Piceno indicò anche il territorio a nord dell'Esino, probabilmente per ricordare il fatto che l'ager Gallicus, prima che vi si insediassero i Galli Senoni, era abitato dai Piceni.